# イーサネット
イーサネット (Ethernet) は、家庭・企業・データセンターなどで使用されるコンピューターネットワークにおいて、LANやWANを構成する有線ローカルエリアネットワークの主流な通信規格である。その技術仕様はIEEE 802.3で規定されている。

## 概要
初期の同軸ケーブルによるLANから発展を続け、ツイストペアケーブル・光ファイバーケーブルを主に用いた有線LANの技術の進歩に合わせて、より通信速度が高速な、新たな規格が登場し続けている。今日では世界中のLANの多くがイーサネットを採用し、より広い範囲のネットワークであるMANやWANでも一部の技術は「広域イーサネット」という名称でイーサネット規格が取り込まれている。
大小さまざまな組織でパソコン、ワークステーション、サーバ、大容量データストレージデバイスをサポートするために不可欠なものとなっている。製造技術の進歩や普及に伴う量産効果から比較的安価に導入でき、家庭でも当たり前のように用いられている。
イーサネットではOSI参照モデルの下位2つの層である物理層とデータリンク層に関して規定しており、2021年現在ではTCP/IPと組み合わせて利用される。物理層は伝送速度の違いや物理的な仕様により多種の規格に分かれるが、データリンク層は新旧の規格同士や無線LANとの間にも互換性がある。
通信速度は、1980年代初期の10メガビット・イーサネットから始まり、2000年代にはその10倍の伝送速度を持つ100メガビット・イーサネット、100倍の伝送速度を持つギガビット・イーサネットが普及している。さらに、2.5Gbps・5Gbps・10Gbps・25Gbps・40Gbps・100Gbps・200Gbps・400Gbpsなどの通信速度を持つ規格がIEEE 802.3で策定されている。
日本では、「Ethernet」、「イーサネット」は富士フイルムビジネスイノベーション（旧：富士ゼロックス）が商標登録している。

## 歴史

### 仕様開発
- 1970年、ハワイ大学のノーマン・エイブラムソン教授が「ALOHAシステム」を開発した。ハワイ諸島の島々を4800 bpsの無線によるネットワークで結ぶシステムで、イーサネットの発想の原点と言われている[6]。

- 1972年、米ゼロックス・パロアルト研究所 (PARC)の ロバート・メトカーフを中心に、開発中のコンピュータAltoの通信システム設計を開始する。ALOHAシステムのアイデアに基づいて開発され「Alto Aloha Network」と呼ばれた[7]。伝送速度は2.94Mbpsで、これはAltoのベース・クロック5.88MHzに合わせたものとされる。

- 1973年5月22日、メトカーフが上記システムを「イーサネット」と名付ける[8]。この名称は、物理学の廃れた用語「エーテル」(ether, イーサ)に由来し、光の媒質として遍在すると考えられていたことになぞらえている[9]。メトカーフはこの日をイーサネットの誕生日としている[10]。

- 1975年3月31日、イーサネットが特許出願され、1977年12月に登録された[11]。その後、ゼロックス社は特許を開放してオープンな規格とした。

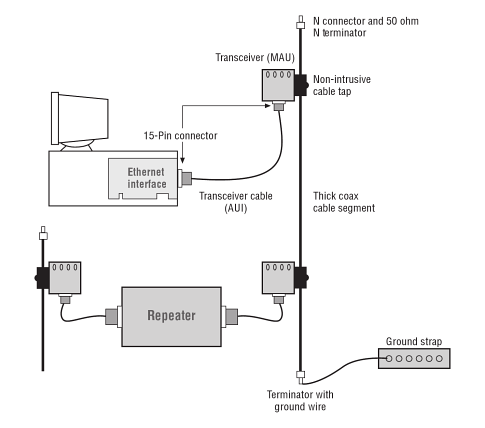
10BASE5の接続概観。太い同軸ケーブルにタップトランシーバを取り付けて端末や他の同軸ケーブルと接続するバス型トポロジー。

- 1979年、「DIX仕様」が策定される。この名称は、仕様開発に関わったDEC・インテル・ゼロックスの3社の頭文字をとったものに由来する。バス型トポロジーにおける半二重通信で10Mbpsの多元接続を達成した。

- 1980年、DIX仕様をIEEE 802委員会に「Ethernet 1.0規格」として2月に提出、9月30日に公開する[12]。

- 1982年11月、「Ethernet 2.0規格」の改版・公開[13]。

- 1983年6月23日、Ethernet 2.0をもとに「IEEE 802.3 CSMA/CD」として標準化[14]。初版で用いられた伝送媒体は50Ω同軸一芯ケーブルで、直径1cmの堅く重たいものだった (10BASE5)。

- 1985年 - 1990年、伝送媒体として以下のものが追加拡張された。
  - 同軸ケーブルの径を細くして軽量で引き回しを容易にしたThin Ethernetケーブル (10BASE2)
  - 75Ω同軸ケーブル (10BROAD36)
  - 光ファイバーケーブル (FOIRL・10BASE-F)
  - 電話配線用の撚り（）合わせた対の銅線 (StarLAN・1BASE5)と、これを原型としたツイストペアケーブル (10BASE-T) 
 特に以降はツイストペアケーブルの接続が広く定着し、物理的構成でもスター型トポロジーが採られるようになった。

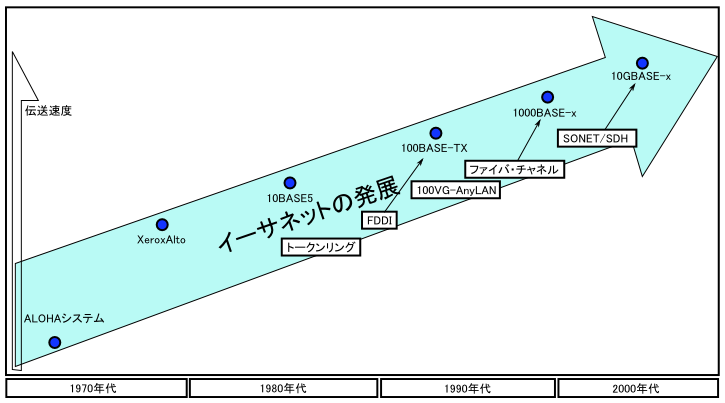
イーサネットの発展 下の小さな箱は元ライバル達

- 1995年 - 1997年、ファースト・イーサネットが標準化[15]。FDDIの技術を取り入れ、100Mbps通信が可能となった。

- 1998年 - 1999年、ギガビット・イーサネットが標準化[16]。1Gbps通信が可能となった。ツイストペアケーブルによる全二重通信 (1000BASE-T) が主流となり、家庭内LANにも普及している。光通信ではファイバチャネルの技術が取り入れられ、FTTHやPONでの利用が大きく拡大した。

- 2002年 - 2006年、10ギガビット・イーサネットが標準化[17]。10Gbps通信が可能となった。光通信ではSONET/SDHの技術が取り入れられ、広域イーサネットとしてWANへの接続もサポートされた。

- 2010年、100ギガビット・イーサネットが標準化[18]。40Gbps・100Gbpsの光通信などが可能となった。

- 2016年、マルチギガビット・イーサネットが標準化[19]。ツイストペアケーブルを用いて2.5Gbps・5Gbps通信が可能となった。

### 製品実装
1980年代は、オープンなイーサネットに対して世界中の企業・技術者が技術の仕様策定と製品の開発に加わり、様々な商品が生み出されていった。メトカーフ自身もゼロックス社を退社してスリーコム社を創設し、このネットワーク製品開発競争を主導していった。当時は、米IBM社が「トークンリング」を、米Apple ComputerがAppleTalkという「ローカルトーク」をそれぞれネットワーク製品として強力に推進していたが、結局、規格を公開して多くの賛同者を得たイーサネットが勝ち残った。
1983年に標準化されたIEEE 802.3は、Ethernet 2.0 の仕様 (DIX仕様)とわずかに異なりがあった。当時の製品実装ではEthernet 2.0を採用することも多く、しばらく「イーサネット」と「IEEE 802.3」が異なるものとして扱われていた。1997年の規格改版でこれら仕様上の差異は解消し、2012年の規格改版では「IEEE 802.3 Ethernet」と改称している。
初期の10メガビット・イーサネットの時代は、OS側でのネットワーク・サポートは限定的であり、PCではNovell社のNetWareやマイクロソフトのLAN Managerといった専用ソフトを購入しないとファイル共有といった基本的な機能すら得られなかった。（ワークステーションとしては、例えばSun社のNFSがあった。）

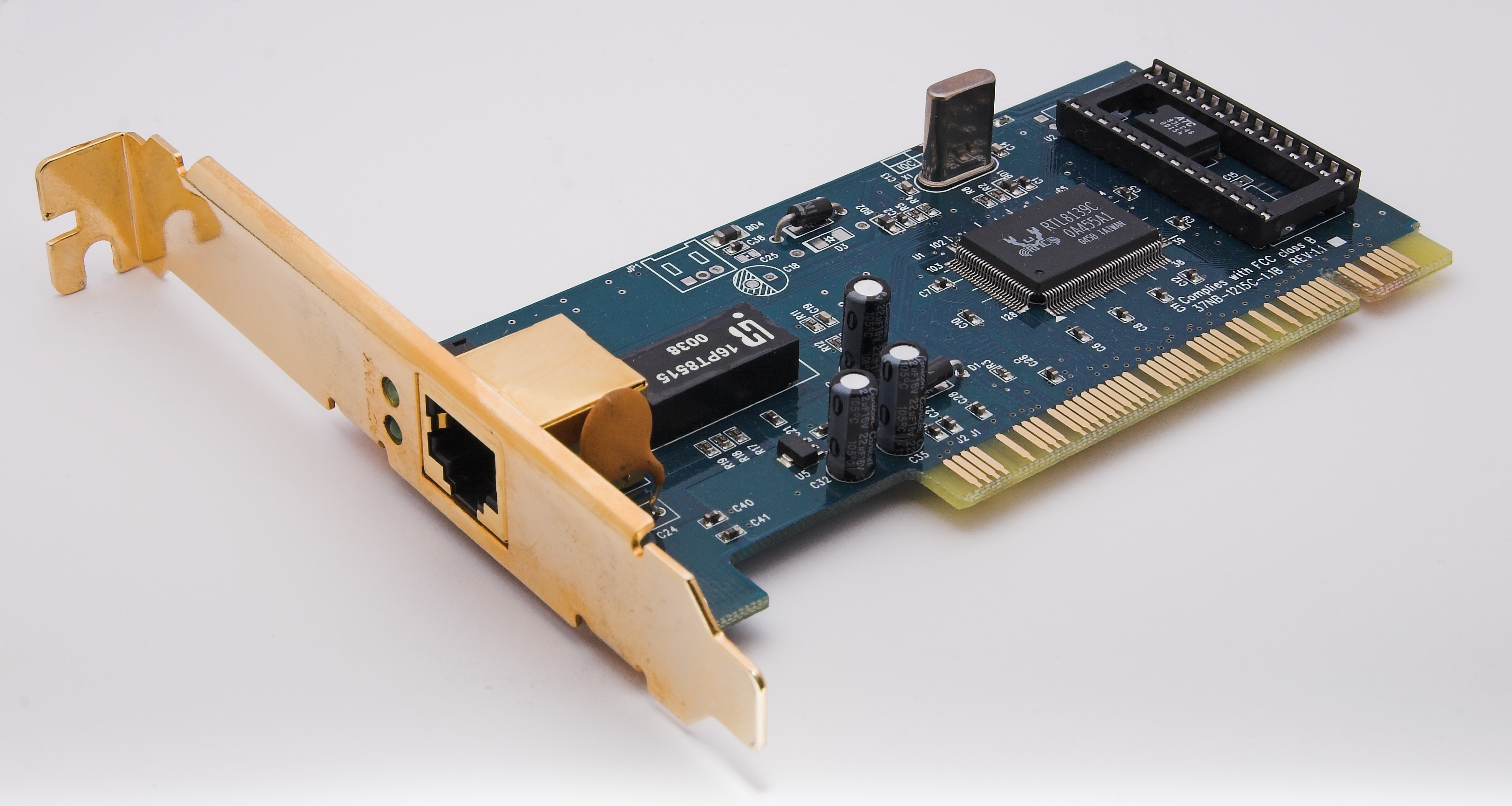
100BASE-TXのLANポートがあるPCIカード(NIC)

1980年代から1990年代にかけては、ネットワーク・インターフェース・カード (NIC) やイーサネット・カードと呼ばれるISA/EISA/NESA/PCI形式のドーターカードがPCのオプションとして別売されることが多く、これをPCのマザーボードに差し込んでイーサネット環境を利用できた。
2000年代前半にはチップセットに最初からイーサネットのLAN機能が回路の一部に含まれ、マザーボード上にツイストペアケーブル接続用のRJ-45ジャックが装備されるようになった。この頃にはイーサネットの機能実装が当たり前になるとともに、イーサネット以外の有線LAN規格がほとんど淘汰されたこと、イーサネットの標準化仕様が広範に拡張されたこともあり、「イーサネット」を用語として使うことがまれになった（単にネットワーク・インターフェースと呼ばれることが多くなった）。2015年現在では、家庭用・業務用問わずネットワーク・ポートを最初から2つ持つマザーボードも容易に入手できるようになった。

## 通信技術
イーサネットは、OSI参照モデルにおけるレイヤー1の物理層およびレイヤー2のデータリンク層を規定するものであり、IEEEによりIEEE 802.3としてその技術仕様が公開されている。物理層はその伝送媒体が有線に限定されており、無線媒体における通信規格はIEEE 802.11、IEEE 802.15などで別途規定されている。
イーサネットの物理層は、初期のものとその後の拡張されたものとでは、仕様や電気的構成が大きく異なる。一方でデータリンク層は、ジャンボフレームやVLANによる拡張はあるものの、基本的には信号的な互換性があり、メディアコンバータや無線LANなどのネットワーク機器を用いて各規格を繋ぎ合わせることで、相互にデータをやりとりすることができる。
イーサネットでは元の送信すべき通信データをデータリンク層がまず一定の長さ以下の決められた形式をもつデータの塊に分割する。このデータの塊のそれぞれをイーサネットフレーム、または単にフレームと呼ぶ。データは物理層で物理信号に変換されて伝送路上で送受され、常にフレームの形で伝送路を流れている。通信データがフレーム単位に分割されているために、ネットワーク機器は一時には一定以下の長さのフレームのデータを扱うだけで済むので、情報転送に関わる全ての処理は非常に単純な作業の繰り返しに帰着する。
イーサネットの接続構成は、PCやルータ等のノード、スイッチングハブなどのネットワーク機器、ケーブルなどの伝送媒体から成る。各ノードのネットワークインタフェースは各端末同士を識別するための固有値を持ち、これをMACアドレスと呼ぶ。ノードは自身や宛先のMACアドレス情報をフレームに含めて送信し、スイッチングハブや端末ノードはそのアドレス情報に基づいて受信や中継処理を行う。

レイヤー1（物理層）では電気信号が処理され、レイヤー2（データリンク層）ではスイッチング・ハブがイーサネットフレームを中継する。

### 初期の実装

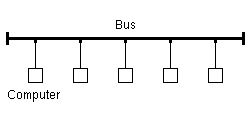
初期のイーサネット構成、端末が1つのバスを共有する

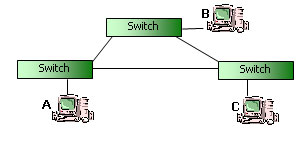
主流のイーサネット構成、各端末はスイッチングハブとのみ全二重通信し衝突が発生しない

CSMA/CD
初期イーサネットを特徴づけるものとして採用された制御方式。複数の端末を1本の共有バスで接続するバス型構成では、1つの端末からの送出信号はバス上の全端末へ届き、信号内容に応じて必要な端末のみがそれを処理する。複数の端末がほぼ同時に送信するとバス上の信号を正しく読み取れなくなる。これを衝突（コリジョン）と呼び、CSMA/CDではバス上の衝突検出時に送信を中断し待機後にフレームを再送することで対応している。
衝突ドメイン（コリジョン・ドメイン、コリジョン・セグメント、レイヤー1・セグメントとも）
バス上を同じデータが到達するネットワーク範囲。衝突検出の物理的な制約によって最大伝送路長が規定されている。機器間の距離が規定より長い場合、データリンクを確立できない可能性がある。
規定以上の長さの伝送路が必要な場合はリピータまたはリピータハブ（多ポートのリピータ）により延長することができる。さらにブリッジやスイッチングハブ（多ポート化のブリッジ）の登場により衝突ドメインの分断が可能となった。
全二重通信と半二重通信
- 全二重通信: 1つの伝送路上の端末間で、常時、送信と受信が同時に可能なもの。電話などが該当する。
- 半二重通信: 各端末が送信か受信のどちらか一方を切り替えながらでしか行えないもの。CSMA/CDが該当する。

端末やネットワーク機器が自分の発した信号さえ把握していれば、受信信号から送信信号（とノイズ）だけをフィルタすることは可能であり、伝送信号の反射成分を消し去るエコーキャンセラ技術によって全二重通信が可能となった。端末とスイッチングハブとの接続のみで構成される全二重通信のイーサネットが主流となってからは衝突が発生しなくなり、CSMA/CDは廃れている。

## 階層モデル
| レイヤー2: データリンク層 | LLC | Logical Link Control レイヤー3の複数のプロトコルと相互通信を行う。これはイーサネットの範囲外で、IEEE 802.2で規定される。 |
| レイヤー2: データリンク層 | MAC | Medium Access Control イーサネットフレームの処理。初期のものではCSMA/CD処理も含む。                                      |
| レイヤー間接続            | RS  | Reconciliation Sublayer 物理層からのエラー通知処理、フレームデータのシリアル・パラレル変換処理。                         |
| レイヤー間接続            | MII | Medium Independent Interface MACと物理層間の接続バス。速度に応じてGMII, XGMIIなどと名称が変わる。                        |
| レイヤー1: 物理層         | PCS | Physical Coding Sublayer 伝送路符号処理（スクランブルなど）、リンク確立判断。                                            |
| レイヤー1: 物理層         | PMA | Physical Medium Attachment シリアル・パラレル変換処理（オクテット同期など）。                                            |
| レイヤー1: 物理層         | PMD | Physical Medium Dependent 物理信号処理。SFPトランシーバなどの実装がある。                                                |
|                           | MDI | Medium dependent Interface ケーブルと接続される。                                                                        |

イーサネットでは、OSI参照モデルの物理層・データリンク層をさらに細分化したモデルを用いてその仕様を明確化し、物理媒体に依存しない柔軟性を持たせている。レイヤー間接続は階層モデルと異なる実装でもよいが、互換性のある設計が求められる。

### 物理層
レイヤー1にあたる物理層では、イーサネットフレームと相互変換される電気信号や光信号の物理仕様を規定している。この処理デバイスをPHYと呼ぶ。
1983年に規定された初期のものは、同軸ケーブルによるバス型構成で半二重通信を可能にしたものである。その後、ツイストペアケーブルや光ファイバーケーブルが使われるようになると、スター型構成による接続が基本となった。さらに、1Gbps以上の通信規格が登場してからは、通信開始前のリンク確立時にオートネゴシエーションが必須となり、全二重通信が前提となっている。
信号伝送に用いられる変調方式は、ほとんどがパルス変調によるベースバンド伝送であるが、一部規格にRF接続を用いたブロードバンド伝送や、デジタル変調を用いたパスバンド伝送を行う方式がある。
ベースバンド伝送の変調で用いる伝送路符号は、それぞれの物理媒体・通信速度に適したものが規定されており、例えば10BASE-Tではマンチェスタ符号、100BASE-TXでは4b/5bとMLT-3、1000BASE-Tでは8B/1Q4 (PAM5)、1000BASE-Xでは8b/10bなどが用いられる。さらに、10Gbps以上の通信規格では、符号化にあたり誤り訂正を付加するものがある。

### データリンク層
レイヤー2にあたるデータリンク層では、送信するフレームの作成や受信したフレームの解釈に関する作業を規定している。このプロトコルまたは処理部をMACと呼ぶ。
データリンク層は、IEEE 802全体に渡ってLLCとMACの2つの副層に分かれており、イーサネットは、このうちのMAC副層のみを主対象として取り扱っている。

#### フレームの送信
ネットワーク端末であるイーサネット通信装置は、データを送信するために、まず元データをいくつかの塊（ペイロード）に分割し、46 - 1500バイト(オクテット)の大きさに分ける。データリンク層では、このペイロードの前後にアドレスやチェックシーケンスなどの付加情報を加え、以下のようなフレームを完成させる。
- 宛先MACアドレス： 6バイト
- 送信元MACアドレス： 6バイト
- （VLAN： 4バイト）
- EtherType： 2バイト
- ペイロード： 46 - 1500バイト
- FCS: 4バイト (エラー検出用チェックシーケンス)

このフレームは物理層で物理信号に変換され送信される。
フレームを連続して送付する場合は、96ビット分のフレーム間隔を空けて送信することが規定されている。

#### フレームの受信
イーサネット通信装置は受信データを物理層で受け取り、フレームとして再構成する。
端末ノードは、自分のMACアドレスが「宛先MACアドレス」でなければそのまま破棄する。フレーム全体からFCSを切り出して計算し、誤りがあれば伝送誤りとして破棄する。また、ペイロードの長さが46-1500バイトの範囲外となる場合も破棄する。破棄がなければペイロード部分を上位レイヤーへ渡し1フレームの受信作業は終わる。破棄された受信フレームについては、イーサネットで再送処理は用意されていない。一般的に上位レイヤーは多くのネットワークではTCP/IP規格が使用されており、イーサネットで破棄がある場合はTCPからの指示で再送要求を送ることができる。
スイッチングハブなどのネットワーク機器では、FCSやペイロード長に異常があれば破棄するのは端末ノードと同様であるが、受信フレームから送信元アドレスを読み取り、それぞれ接続されたポートごとに所属する端末のMACアドレスを一覧リストとして保持している。フレーム受信する度に宛先アドレスをアドレス一覧リストから高速で比較して転送先を決定している。
こういったレイヤー2スイッチング・ハブの動作はIEEE 802.1Qで規定されており、全ての速度・形式のイーサネット規格で同一である。

## 機器及びケーブル
イーサネットを構成するための機器及びケーブルについて説明する。

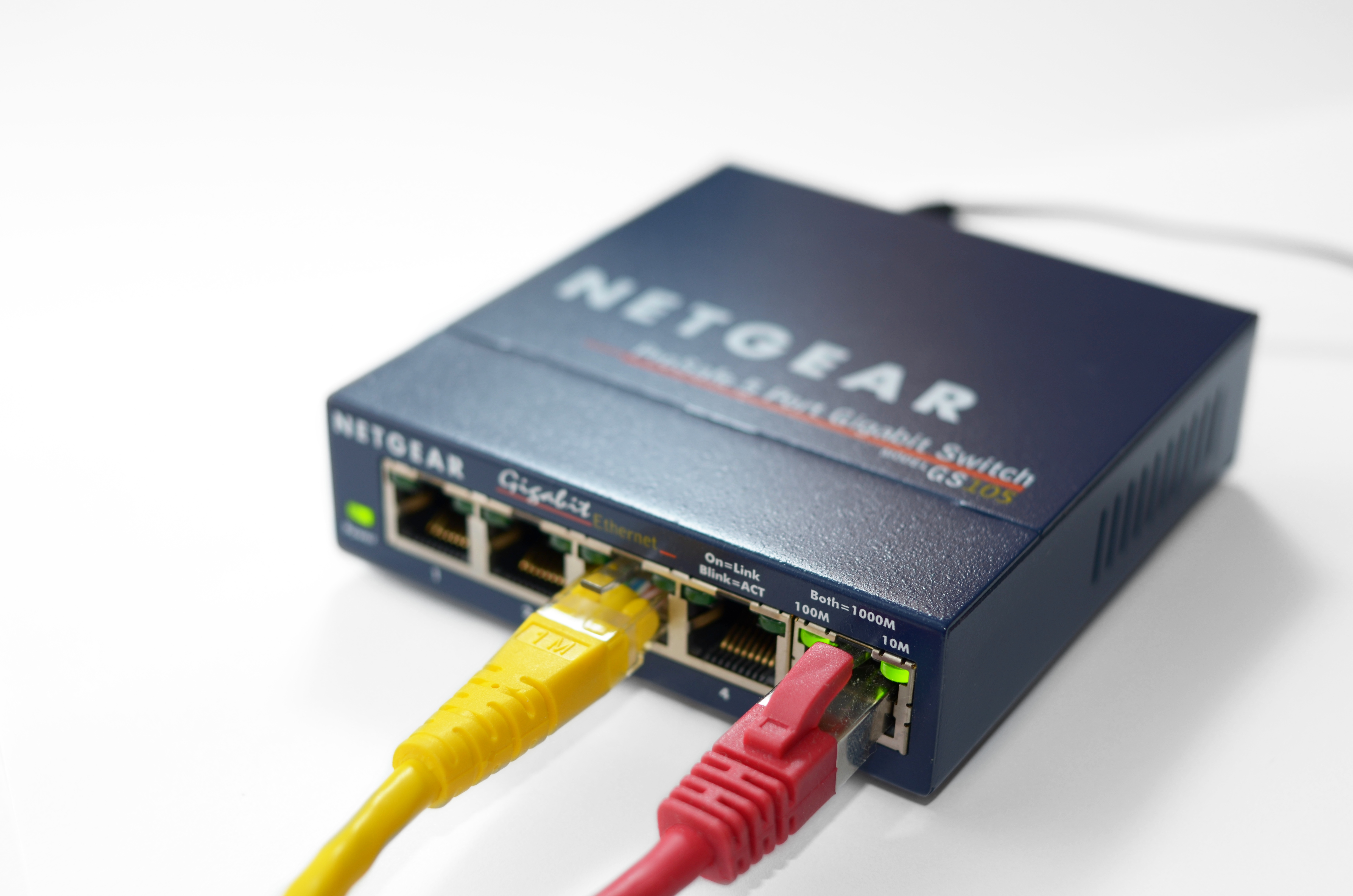
ネットギア社のスイッチングハブ

### 機器
イーサネットの中継を行う機器は、その接続構成や役割によって4つに大別される。
リピータ
物理層をサポートする機器。物理信号を中継・再生し、ネットワークを延長する。
リピータハブ（ダムハブ、カスケードハブ、ハブとも）
物理層をサポートする機器。リピータを多ポート化したもの。複数の端末と接続し物理信号の中継・再生を行う。
ブリッジ
データリンク層をサポートする機器。イーサネットフレームをMACアドレスに基づいて中継する。中継機能がソフトウェア処理されるものを主に指すことがある。
スイッチングハブ（レイヤー2スイッチ、LANスイッチ、スイッチ、ハブとも）
データリンク層をサポートする機器。ブリッジを多ポート化したもの、またはリピータハブにブリッジの機能を持たせたもの。複数の端末と接続しイーサネットフレームをMACアドレスに基づいて中継する。中継機能がハードウェア処理されるものを主に指すことがある。最も代表的なイーサネットのネットワーク機器。

### ケーブル
イーサネットの接続に用いられる伝送媒体として、以下のものがある。

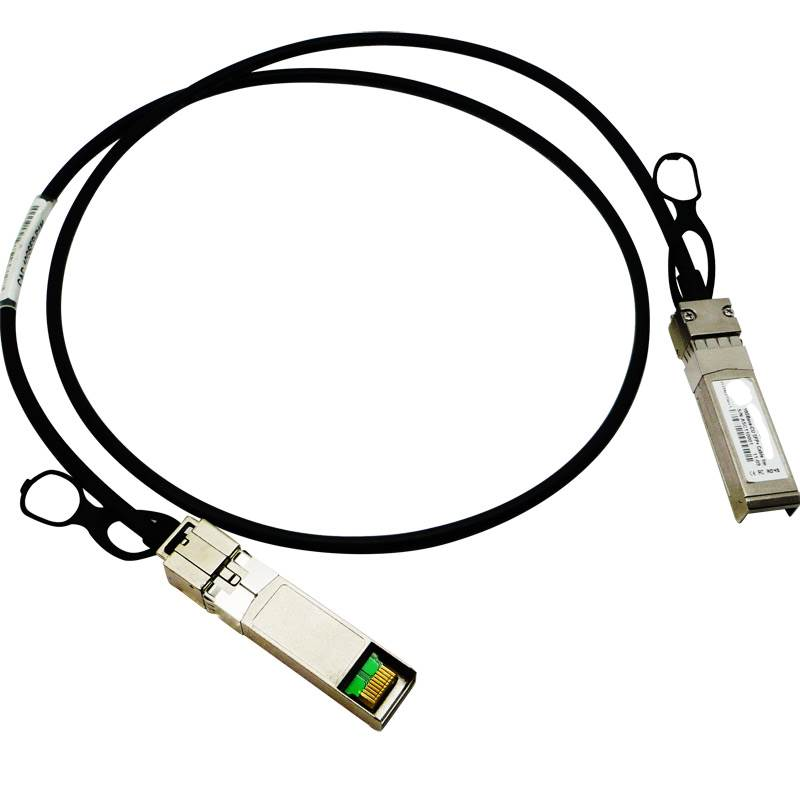
10Gbps通信用のダイレクトアタッチケーブル

#### 同軸ケーブル
導線を筒状の導体で覆ったケーブル。ケーブルの両端に信号の反射防止のために終端抵抗(ターミネーター)が必要である。
初期イーサネットである10BASE5・10BASE2では、共に50Ωインピーダンスの同軸ケーブルが使用された。10BASE5は直径10mmの通称Thick Ethernetケーブル（またはイエローケーブル）を使用している。後発の10BASE2ではRG-58タイプの通称Thin Ethernetケーブルを使用し、直径5mmに改善されている。10BROAD36ではRF接続による通信路としてケーブルテレビで用いられる75Ωインピーダンスの同軸ケーブルが用いられた。
10GBASE-CX4や100GBASE-CR4では、データセンター内の高速短距離用途で2芯同軸ケーブル(Twinaxケーブル)が用いられ、主にダイレクトアタッチケーブルの着脱モジュールとして実装されている。

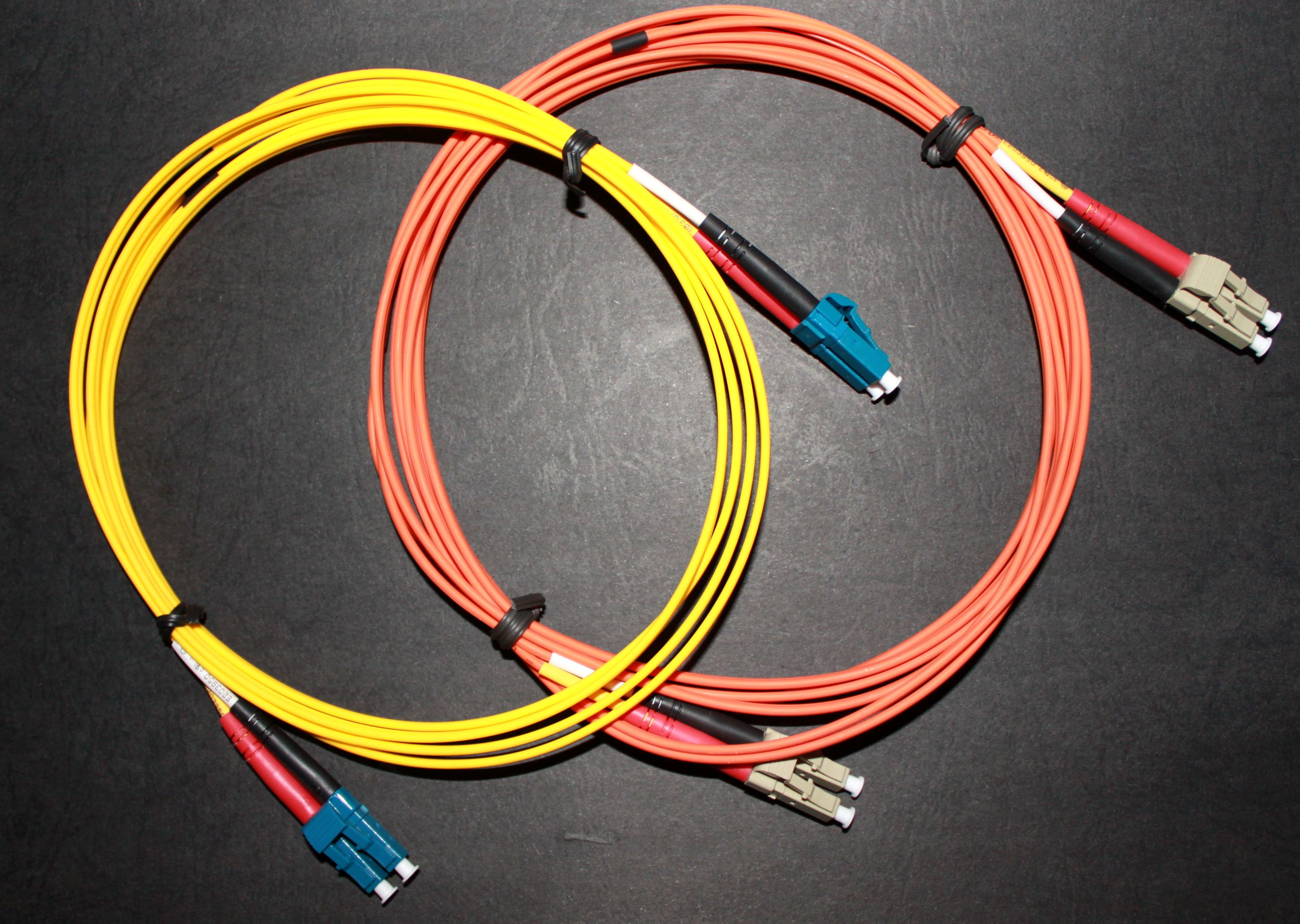
光ファイバーケーブル。SMFは黄色、MMFは橙色の被覆を用いる。

#### 光ファイバーケーブル
光信号を伝送するケーブル。多くは送受信号用に2本を用いるが、異なる2つの波長信号を1ケーブル内で同時に送受する方式もある。
短距離用にマルチモードファイバー(MMF)、長距離用にシングルモードファイバー(SMF)を使用する。
- MMF: 芯線（コア）が太いもの。曲げに強く、伝送損失が大きい。安価。
- SMF: 芯線（コア）が細いもの。曲げに弱く、伝送損失が小さい。高価。

10BASE-F、100BASE-FX、1000BASE-SX/LX、10GBASE-SR/LR/ER、100GBASE-Rなどで使われる。イーサネットの光ファイバー通信におけるケーブルは、おおむねファイバーチャネルやSONET/SDHで用いられている技術を踏襲し、以下のようにISO 11801で仕様が規定されているものを用いる。1kmあたりの減衰量や帯域幅などの信号特性によってカテゴリに分類されており、特にMMFは通信速度向上に伴い上位のケーブル仕様が要求される。

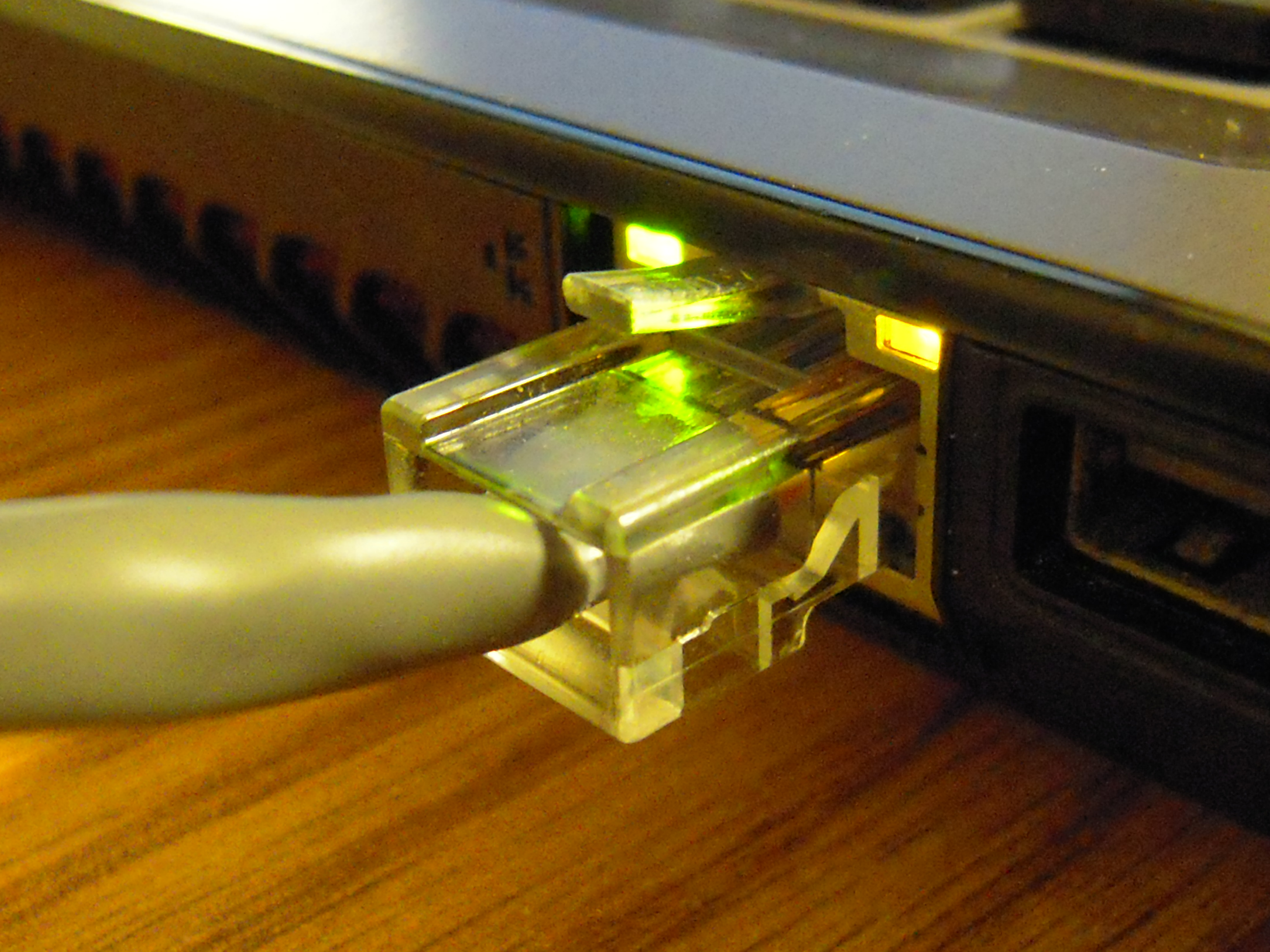
ノートパソコンに接続されたイーサネット用のツイストペアケーブル。

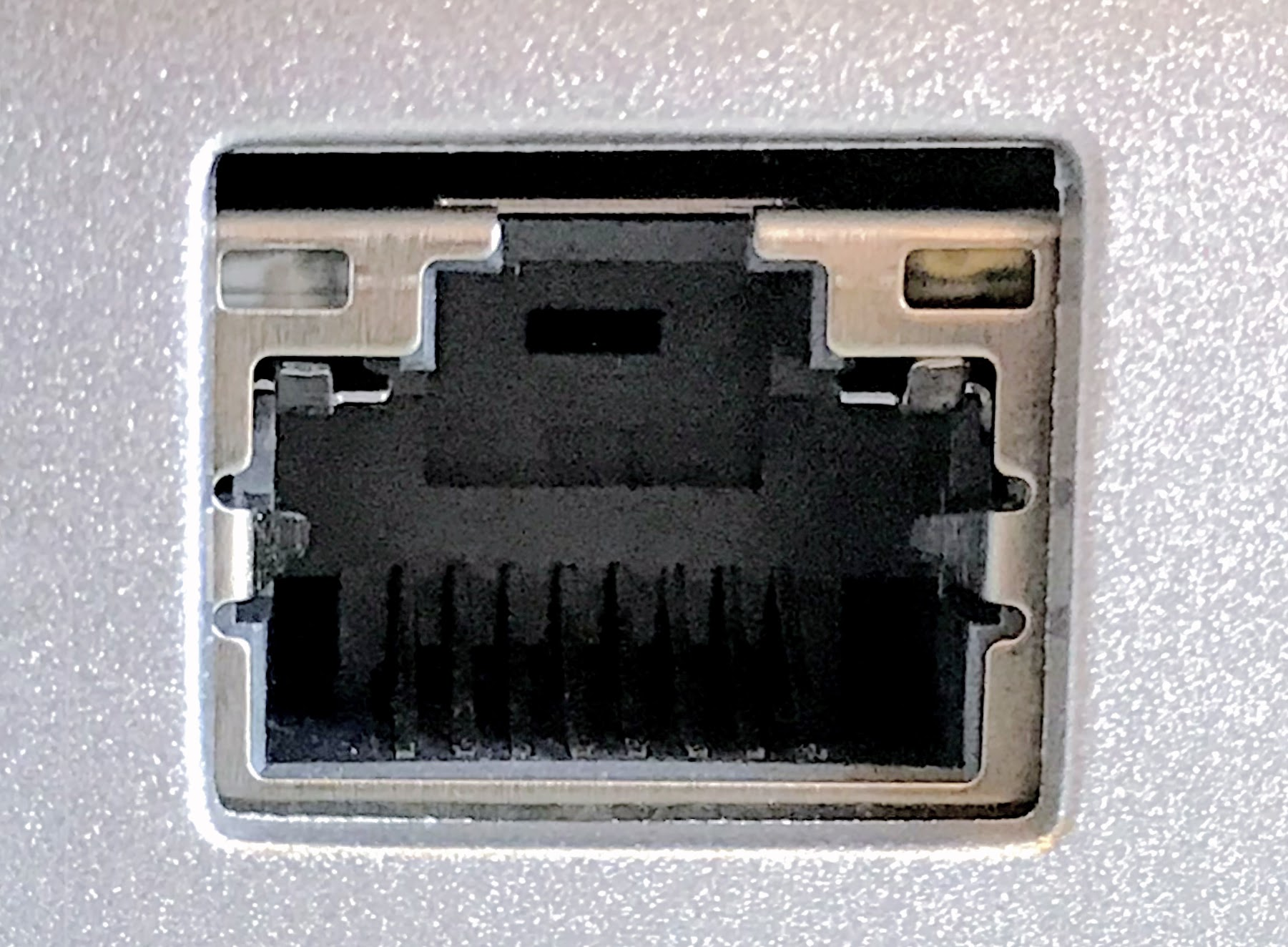
一般的なイーサネット用の接続ポート（RJ-45）

| モード | カテゴリ | コア/クラッド径 [μm] | 減衰量 [dB/km] | 全モード帯域幅 (850nm波長) | イーサネットでの主な利用                                                                                  | 備考            |
| ------ | -------- | -------------------- | -------------- | -------------------------- | --- | --------------- |
| MMF    | OM1      | 62.5/125             | 3.5            | 200 MHz・km                | 100BASE-FX: 2km 1000BASE-SX: 275m 10GBASE-SR: 26m                                                         | 25G以上は非対応 |
| MMF    | OM2      | 50/125               | 3.5            | 500 MHz・km                | 100BASE-FX: 2km 1000BASE-SX/LX: 550m 10GBASE-SR: 82m                                                      | 25G以上は非対応 |
| MMF    | OM3      | 50/125               | 3.0            | 1500 MHz・km               | 10GBASE-SR: 300m 100GBASE-SR2/SR4: 75m 100GBASE-SR10: 100m                                                |                 |
| MMF    | OM4      | 50/125               | 3.0            | 3500 MHz・km               | 10GBASE-SR: 400m 100GBASE-SR2/SR4: 100m 100GBASE-SR10: 150m 400GBASE-SR4.2: 100m                          |                 |
| MMF    | OM5      | 50/125               | 3.5            | 4700 MHz・km               | 400GBASE-SR4.2: 150m                                                                                      |                 |
| SMF    | OS1      | 9/125                | 1.0            | -                          | 100BASE-FX: 20km 1000BASE-LX: 5km 10GBASE-LR: 10km 10GBASE-ER: 40km 100GBASE-LR4: 10km 100GBASE-ER4: 40km |                 |
| SMF    | OS2      | 9/125                | 0.4            | -                          | 100BASE-FX: 20km 1000BASE-LX: 5km 10GBASE-LR: 10km 10GBASE-ER: 40km 100GBASE-LR4: 10km 100GBASE-ER4: 40km |                 |

#### ツイストペアケーブル
両端にオス型RJ-45コネクタのついたケーブル。一般に「LANケーブル」と呼ばれる。
銅線8本による4対の撚り対線（）で構成され、平衡接続で100Ωの特性インピーダンスを持つ。終端抵抗（ターミネーター）は仕様上不要で、端子の振動の影響も仕様の範囲内であるため、8本のうち使わない端子がある場合でも何も接続する必要がない。圧接工具を使えば容易に任意の長さのケーブルにコネクタを接続することもできる。
ケーブルには配線構成によっていくつかの種類がある。
カテゴリによる分類
転送速度に応じた周波数特性を満たすケーブルがカテゴリとして分類されている。TIA/EIA-568およびISO/IEC 11801など複数の規格で横断的に仕様が規定されており、カテゴリ1, 2, 3, 4, 5, 5e, 6, 6A, 7, 7A, 8 の名称が広く用いられている。「Cat.5」や「Cat.5e」などのカテゴリ略称が用いられる。
シールドの有無による分類
- UTP (Unshielded twisted pair): ノイズシールドのないもの。
- STP (Shielded twisted pair): ノイズシールドのあるもの。高い周波数特性を持っているが、機器にアース線を取り付けるなど接地の必要があり、既存のUTPを単純にSTPに置き換えることはできないことが多いため、特にカテゴリ6A以上を用いる場合は注意を要する。

ピン接続による分類
- ストレートケーブル: 両端のコネクタが同じピン番号同士で接続されているもの。通常使うケーブル。
- クロスケーブル: 両端コネクタの送受ピンが交差接続されているもの。旧型の機器などで、ハブを複数台カスケード接続する場合や、端末同士を1対1で接続する場合に用いられた。1000BASE-T以降ではほとんど場合、Auto MDI/MDI-Xと呼ばれる送受ピン自動判別機能が機器に備わっているため、クロスケーブルは必要がない。

## 物理層の規格仕様
通信媒体・伝送速度の違いにより多種の物理層仕様が規定されている。主要な規格名のおおむねの付け方を以下に示す。
{\displaystyle \left({\begin{aligned}&10\\&100\\&1000\\&10\mathrm {G} \\&40\mathrm {G} \\&100\mathrm {G} \end{aligned}}\right)\left({\begin{aligned}&\mathrm {BASE} \\&\mathrm {BROAD} \\&\mathrm {PASS} \end{aligned}}\right)\left({\begin{aligned}&\mathrm {-T} \\&\mathrm {-X} \\&\mathrm {-R} \\&\mathrm {etc} \end{aligned}}\right)}
- 10/100/1000/10G/100Gなど → 通信速度。末尾にGがあればGbps、なければMbps。
- BASE/BROAD/PASS → 伝送方式。それぞれベースバンド伝送、ブロードバンド伝送、パスバンド伝送。
- 「-」以降 → 伝送媒体または符号化方式。
  - -T/T1: ツイストペアケーブル。それぞれ通常のもの、シングルペア。
  - -V/S/D/F/L/E/Z: 光ファイバー。それぞれ距離長が短い順。
  - -B: 1芯双方向光ファイバー。
  - -P: 受動光ネットワーク。
  - -RH: プラスチック光ファイバー。
  - -C: 2芯同軸ケーブル。
  - -K: バックプレーン(基板上配線)。
  - 末尾のX/R/W: （主に光ファイバーにおける）符号化方式。「X」は8b/10b変換または4b/5b変換(100Mbpsの場合)。「R」はスクランブル処理。「W」はSONET/SDH対応。
  - 末尾の数字: 距離長またはレーン(並行伝送路)数。

例えば「10BASE-T」は、「10」で10Mbpsの転送速度、「BASE」でベースバンド伝送、「T」でツイストペアケーブルを使用することを意味する。
|         | ツイストペア                                     | 光ファイバ | 同軸                                                 | バックプレーン                                      |
| ------- | ------------------------------------------------ | --- | ---------------------------------------------------- | --------------------------------------------------- |
| 10M未満 | 1BASE5 2BASE-TL                                  | |                                                      |                                                     |
| 10Mbps  | 10BASE-T 10PASS-TS 10BASE-T1S 10BASE-T1L         | 10BASE-FL 10BASE-FB 10BASE-FP | 10BASE2 10BASE5 10BROAD36                            |                                                     |
| 100Mbps | 100BASE-TX 100BASE-T4 100BASE-T2 100BASE-T1      | 100BASE-FX |                                                      |                                                     |
| 1Gbps   | 1000BASE-T 1000BASE-T1 (1000BASE-TX) 1000BASE-CX | 1000BASE-SX 1000BASE-LX 1000BASE-LX10 1000BASE-BX10 1000BASE-PX 1000BASE-RH                                                                                  |                                                      | 1000BASE-KX                                         |
| 2.5Gbps | 2.5GBASE-T 2.5GBASE-T1                           | 2.5GBASE-AU |                                                      | 2.5GBASE-KX                                         |
| 5Gbps   | 5GBASE-T 5GBASE-T1                               | 5GBASE-AU |                                                      | 5GBASE-KR                                           |
| 10Gbps  | 10GBASE-T 10GBASE-T1                             | 10GBASE-SR 10GBASE-LR 10GBASE-ER (10GBASE-ZR) 10GBASE-SW 10GBASE-LW 10GBASE-EW 10GBASE-LX4 10GBASE-LRM 10GBASE-PR 10GBASE-BR40 10GBASE-AU                    | 10GBASE-CX4 (10GBASE-CR) 10GPASS-XR                  | 10GBASE-KR 10GBASE-KX4                              |
| 25Gbps  | 25GBASE-T 25GBASE-T1                             | 25GBASE-SR 25GBASE-LR 25GBASE-ER 25GBASE-BR40 25GBASE-PQX 25GBASE-AU                                                                                         | 25GBASE-CR 25GBASE-CR-S                              | 25GBASE-KR 25GBASE-KR-S                             |
| 40Gbps  | 40GBASE-T                                        | 40GBASE-SR4 40GBASE-FR 40GBASE-LR4 40GBASE-ER4 | 40GBASE-CR4                                          | 40GBASE-KR4                                         |
| 50Gbps  |                                                  | 50GBASE-SR 50GBASE-FR 50GBASE-LR 50GBASE-ER 50GBASE-BR40 50GBASE-PQ 50GBASE-AU                                                                               | 50GBASE-CR                                           | 50GBASE-KR                                          |
| 100Gbps |                                                  | 100GBASE-VR1 100GBASE-SR1 100GBASE-SR2 100GBASE-SR4 100GBASE-SR10 100GBASE-DR 100GBASE-FR1 100GBASE-LR1 100GBASE-LR4 (100GBASE-ER1) 100GBASE-ER4 100GBASE-ZR | 100GBASE-CR1 100GBASE-CR2 100GBASE-CR4 100GBASE-CR10 | 100GBASE-KR1 100GBASE-KR2 100GBASE-KR4 100GBASE-KP4 |
| 200Gbps |                                                  | 200GBASE-VR2 200GBASE-SR2 200GBASE-SR4 200GBASE-DR4 200GBASE-FR4 200GBASE-LR4 200GBASE-ER4                                                                   | 200GBASE-CR2 200GBASE-CR4                            | 200GBASE-KR2 200GBASE-KR4                           |
| 400Gbps |                                                  | 400GBASE-VR4 400GBASE-SR4 400GBASE-SR4.2 400GBASE-SR8 400GBASE-SR16 400GBASE-DR4 400GBASE-FR4 400GBASE-LR4 400GBASE-LR8 400GBASE-ER8 400GBASE-ZR             | 400GBASE-CR4                                         | 400GBASE-KR4                                        |
| 800Gbps |                                                  | 800GBASE-VR8 800GBASE-SR8 800GBASE-DR8 800GBASE-DR8-2 | 800GBASE-CR8                                         | 800GBASE-KR8                                        |
| 1.6Tbps |                                                  | 1.6TBASE-DR8 | 1.6TBASE-CR8                                         | 1.6TBASE-KR8                                        |